# 응우옌푹미엔퐁
응우옌푹미엔퐁(베트남어: Nguyễn Phúc Miên Phong / 阮福綿寷 완복면풍，1824년 5월 16일 ~ 1860년 10월 30일)은 응우옌 왕조의 황족이다. 민망 황제의 27번째 아들로, 어머니는 귀인(貴人) 도티뚱(杜氏松)이다.

## 생애
민망 5년 4월 18일(1824년 5월 16일), 후에 황성에서 출생하였다. 본성이 돈후(敦厚)하였고 어려서 학문을 배워 경사(經史)를 통달하였고, 아가(雅歌)와 투호(投壺)를 잘하여 민망 황제가 칭찬하고 권장하였다. 종선왕(從善王) 응우옌푹미엔텀이 지은 시인 "投壺雅愛古人風, 梁日曾稱柳惲工. 此度解邀天一笑, 南朝皇子有綿寷."은 응우옌푹미엔퐁의 일에 대해 말한 것이다.
민망 21년(1840년) 4월, 신평군공(베트남어: Tân Bình Quận Công / 新平郡公)에 봉해졌다.
뜨득 13년 9월 17일(1860년 10월 30일), 사망하니 향년 37세였다. 시호를 정의(靜懿)라고 하였고, 승천부(承天府) 향수현(香水縣) 거정총양춘사(居正總楊春社)에 장사지냈다. 전친사(展親祠)에 입사(入祀)되었다.
함응이 원년(1885년), 친훈사(親勳祠)로 개사(改祀)되었다.

## 자녀
응우옌푹미엔퐁은 아들 1명과 딸 3명을 두었는데, 아들은 일찍 죽었다. 후예들은 혁(革) 자부(字部)를 하사받고 그에 따라 이름을 지었다.

### 딸
- 응우옌티투꾹(阮氏秋菊)
- 응우옌티투번(阮氏秋芸)

타인타이 2년(1890년), 응우옌푹미엔퐁의 딸이 상소하여 숙부인 금강군공(錦江郡公) 응우옌푹미엔반의 넷째 아들인 응우옌푹미엔핫(阮福綿𪗾)을 부친의 후사로 들여보내 줄 것을 요청하였고, 응우옌푹미엔핫은 양자로 입양되어 응우옌푹홍껏(阮福洪鞊)으로 개명하였다.